# Manon Lescaut (Roman)
Manon Lescaut ist der deutsche Titel eines Romans des französischen Autors Antoine-François Prévost (1697–1763). Der Roman wurde unter dem Originaltitel Histoire du Chevalier Des Grieux et de Manon Lescaut erstmals im Jahr 1731 in Amsterdam veröffentlicht.

## Werkgeschichte

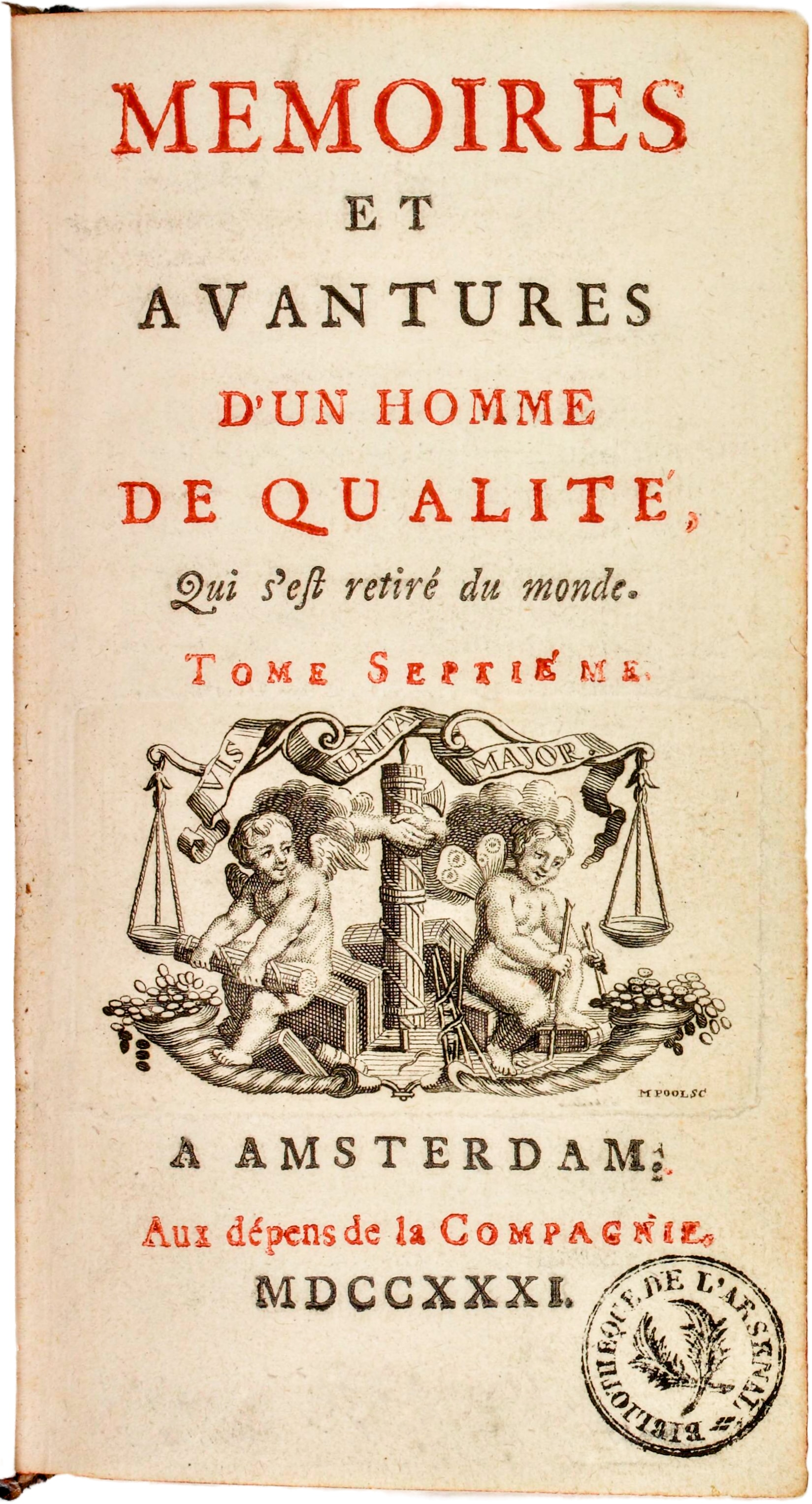
Titelseite: Mémoires et Aventures d’un Homme de Qualité. Tome Septième (siebenter Band), Amsterdam 1731.

Zum umfangreichen Gesamtwerk des Autors Prévost gehören die Mémoires et Aventures d'un homme de qualité, qui s'est retiré du monde (dt.: Erinnerungen und Abenteuer eines Edelmanns, der sich von der Welt zurückgezogen hat), die er ab 1728 in Holland herausgab. Der Roman Manon Lescaut ist der siebente Band dieser Memoiren, deren fiktiver Verfasser der Marquis de Renoncour sein soll. In Rouen erschien 1733 eine Einzelausgabe, die jedoch beschlagnahmt wurde.
Aus Prévosts Gesamtwerk hat lediglich der Roman Manon Lescaut den Rang eines Meisterwerks der Weltliteratur erreichen können. Dieser internationale Rang ist ein Phänomen, das in der Literaturwissenschaft fortwährend und intensiv diskutiert wird.

## Inhalt

### Erster Teil
Den Roman hat Prévost als eine Rahmenerzählung aufgebaut: Zu Beginn berichtet ein Marquis de Renoncour in der Ich-Form im Zusammenhang mit seiner Rückreise aus Rouen von einem Erlebnis in der Gemeinde Pacy-sur-Eure. Dort kommt er mit einem Mann ins Gespräch, der einen Konvoi von zwölf verhafteten Dirnen begleitet, zu denen auch seine Geliebte gehört. Zwei Jahre nach dem Gespräch trifft der Marquis in Calais denselben Mann wieder und erfährt von ihm dessen mit Manon Lescaut gemeinsam erlebtes Schicksal. Dem Leser versichert der Marquis, er habe den Bericht bis ins kleinste Detail getreu und ohne Hinzufügungen niedergeschrieben. Für die Geschichte des Protagonisten Des Grieux wählt der Autor Prévost ebenfalls die Ich-Form.
Im Alter von siebzehn Jahren hat Des Grieux in Amiens seine philosophischen Studien vollendet. Weil er – auf Wunsch seiner Eltern – dem Malteserorden angehört, wird er bereits Ritter (frz. chevalier) genannt.  Am Abend vor der Abreise zu den Eltern sieht Des Grieux in einem Gasthof die etwas jüngere Manon Lescaut, in die er sich augenblicklich verliebt. Er hört von ihr, dass sie gegen ihren Willen in ein Kloster kommen soll. Sogleich organisiert das Liebespaar die heimliche Flucht nach Paris, von der auch der Freund Tiberge nichts wissen darf. Schon am folgenden Tag trifft das Paar in Paris ein, wo es eine möblierte Wohnung mietet, die neben dem Haus des Steuerpächters B. liegt, und diese Nachbarschaft wird sich schon bald als schicksalhaft erweisen.
Nach etwa sechs Wochen des Pariser Aufenthalts bringen plötzlich drei Lakaien auf Geheiß des Vaters den Sohn von Paris in den Heimatort zurück. Hier lebt er ein halbes Jahr lang im Haus der Eltern in einem bewachten Arrest. Nur sein Freund Tiberge darf den Arrestanten besuchen und mit ihm intensive Gespräche führen. Gemeinsam gehen die Freunde in das Pariser Priesterseminar St. Sulpice – und Des Grieux nennt sich nicht mehr Chevalier, sondern Abbé. Nach Ablauf von zwei Jahren seiner theologischen Studien kommt es bei einer öffentlichen Disputation in der Sorbonne zum Wiedersehen mit der jetzt achtzehnjährigen Manon. Und nach der Flucht aus dem Priesterseminar beginnt das Paar im Dorf Chaillot eine weitere Fortsetzung der Schicksalsgemeinschaft.
Bei der königlichen Leibwache hat Manon einen Bruder, der sich allmählich dem Paar anschließt und der sogar für Des Grieux in einer schwierigen finanziellen Lebenslage als ein Berater fungiert: Der Bruder veranlasst Des Grieux, mit dem Glücksspiel zu beginnen, in dem er bald hohe Gewinne erzielen kann. Doch der Diener und die Zofe stehlen das gewonnene Geld und verschwinden mit ihrer Diebesbeute. In dieser Notsituation vermittelt der Bruder Lescaut seiner Schwester Manon einen Kontakt zu einem reichen Lebemann, den Herrn von G. M. Er will mit stattlichen Geldzuwendungen, einem Haus zum Wohnen und kostbarem Schmuck seine tiefe Zuneigung bezeugen. Doch nach einer betrügerischen Handlung lässt der Lebemann das Paar von der Polizei verhaften: Manon Lescaut wird in die Besserungsanstalt Magdalenenheim eingewiesen und Des Grieux kommt zwangsweise in ein Ordenshaus der Mission Saint Lazare im gleichnamigen Pariser Stadtteil.
Nach einem Vierteljahr gelingt es Des Grieux schließlich, seine nächtliche Flucht aus dem Ordenshaus durchführen zu können. Danach beginnt er sogleich, mit sehr viel Geschick auch die Befreiung seiner Geliebten zu organisieren und zu realisieren. Dann nimmt das Liebespaar ein Quartier in einem Wirtshaus in Chaillot.
Am nächsten Tag schafft es Des Grieux, sich nochmals von seinem Freund Tiberge einen Geldbetrag geben zu lassen. Danach folgt ein Einschub des Marquis de Renoncour, indem er den Erzähler zum Abendessen einlädt. Mit dieser Zeitangabe endet der erste Teil des Romans.

### Zweiter Teil
Des Grieux hat den Herrn von T. als Gast zu einer Abendmahlzeit eingeladen, denn er hat bei der Befreiung von Manon Lescaut mitgewirkt. Voller Glück sagt der Geliebte, im Grunde sei die Liebe eine gnädige Lehrmeisterin und das grausame Schicksal schmelze durch die Liebe in ein Nichts. In das scheinbare Glück hinein knüpft Manon im Bois de Boulogne zu einem Verehrer heimliche Kontakte, die jedoch erfolglos enden. Erfolgreicher wird sich das Bemühen des G. M., ein Sohn des Herrn von G. M., entwickeln. Der neue Verehrer macht Manon das Angebot, für sie eine Equipage zu halten und ihr eine möblierte Villa mit Personal zur Verfügung zu stellen. Zusätzlich erhält Manon einen jährlichen Geldbetrag von zwanzigtausend Franken. Nach der Annahme des Angebotes plant Des Grieux allerdings eine Entführung seiner Geliebten aus der von ihr bewohnten Villa, in der es zu einer heftigen Auseinandersetzung zwischen den beiden Protagonisten kommt. Nach ihrer Versöhnung lassen sie G. M. von einem Gardisten festsetzen, um die Villa für eine gemeinsame Nacht zu nutzen, doch stattdessen wird das Paar von zwei Polizisten in das Pariser Gefängnis Châtelet gebracht. In dieser Notsituation wendet sich Des Grieux an seinen Vater, der beim Polizeipräsidenten die Befreiung des inhaftierten Sohnes bewirken kann. Doch für Manon gibt es die Verfügung, dass sie als ein gefallenes Mädchen nach Amerika an den Mississippi deportiert werden soll. Wegen dieser furchtbaren Nachricht bricht bei einem Treffen im Jardin du Luxembourg zwischen Vater und Sohn ein dramatischer Konflikt aus, der schließlich mit folgendem väterlichen Satz endet: Geh! Renn in dein Verderben! Ich will dich nie mehr sehen, undankbarer, pflichtvergeßner  Sohn!
Auf zwei Pferdekarren werden die weiblichen Häftlinge – unter ihnen Manon Lescaut – im Schutz von sechs Gendarmen von Paris in die normannische Hafenstadt L'Havre de Grace gebracht. Durch ein Bestechungsgeld an einen Gendarmen gelingt Des Grieux ein leidvolles Gespräch mit seiner geliebten Manon –, sie sitzt angekettet auf einer Karre. Durch weitere Zahlungen an die Gendarmen darf Des Grieux den Trupp begleiten. Und in der Gemeinde Pacy-sur-Eure kommt es dann zu der Begegnung mit Marquis de Renoncour, dem ersten Erzähler des Romans.
Die Schiffsreise zur französischen Kolonie Louisiana beginnt in Le Havre, und sie endet nach zwei Monaten in La Nouvelle-Orléans. Nach der Ankunft nimmt der Gouverneur das Paar freundlich auf und stellt ihm eine schlichte Unterkunft zur Verfügung. Gemeinsam schaffen es Des Grieux und Manon Lescaut, in der Stadt eine angenehme Anerkennung zu finden. Jedoch dann plant der Gouverneur für Manon eine Zwangsheirat mit seinem Neffen.
Wegen dieser Bedrohung flieht das Paar aus der Stadt in eine unbewohnte Wildnis. Dort stirbt Manon in einem Zustand totaler Erschöpfung – und wird am Ort ihres Todes von Des Grieux begraben. Allein kehrt er nach Frankreich zurück.

## Bibliografie

### Französische Ausgaben
- Histoire du Chevalier Des Grieux et de Manon Lescaut. Erstausgabe. Amsterdam 1731.[1]
- Mémoires et aventures d’un homme de qualité, suivis de Manon Lescaut. Amsterdam 1783.[28]
- Histoire du Chevalier Des Grieux et de Manon Lescaut. Fassung von 1753 mit Varianten der Fassung von 1731. Einführung und Anmerkungen von Maurice Allem. Éditions Garnier Fréres, Paris 1927.

### Deutsche Übersetzungen
- Geschichte der Manon Lescaut und des Ritters Des Grieux. Aus dem Französischen übersetzt und mit einem Vorwort versehen von Friedrich Gotthilf Freytag. Lankische Buchhandlung, Leipzig 1756 u. 1763².[29]
- Manon Lescaut. Aus dem Französischen übersetzt von J. S. L. Hagemeister. Friedrich Maurer, Berlin 1792.[29]
- Manon Lescaut. Aus dem Französischen übersetzt und mit einer Einführung versehen von Friedrich Heinrich Feuerbach. Theodor Bläsing, Erlangen 1834, archive.org, eingeschränkte Vorschau in der Google-Buchsuche
- Geschichte der Manon Lescaut und des Chevalier Des Grieux. Aus dem Französischen übersetzt von Eduard von Bülow. Brockhaus, Leipzig 1842.[2]
- Geschichte der Manon Lescaut und des Chevalier des Grieux. Neu übersetzt von Wilhelm Cremer. Verlag Neufeld & Henius, Berlin 1926. Online bei zeno.org
- Manon Lescaut. (= Sammlung Dietrich, Band 121). Übersetzt von Elisabeth von Hase und Walter Hoyer. Mit einer Einführung von Erich Haase. Dieterich’sche Verlagsbuchhandlung, Leipzig 1950.
- Manon Lescaut. Übersetzt und mit einem Nachwort versehen von Josef Hofmiller. Mit Illustrationen nach Tony Johannot. Manesse Verlag Gonzett & Huber, Zürich 1954.
- Manon Lescaut. Geschichte des Ritters des Grieux und der Manon Lescaut. (= Insel-Taschenbuch, Band 518). Mit einem Nachwort von Josef Heinzelmann. Illustriert von Franz von Bayros. Lizenzausgabe der Dieterich’schen Verlagsbuchhandlung. Insel Verlag, Frankfurt am Main 1981, ISBN 3-458-32218-3.
- Manon Lescaut. Übersetzt von Franz Leppmann. Mit Illustrationen von Tony Johannot und einer Nachricht des Verfassers. Ullstein, Frankfurt am Main/Berlin 1968.
- Geschichte des Chevalier des Grieux und der Manon Lescaut. Übersetzt und mit einem Nachwort versehen von Ernst Sander. Reclam, Stuttgart 1986, ISBN 978-3-15-000937-6.
- Manon Lescaut. (= Diogenes-Taschenbuch, Bd. 23737). Übersetzt von Walter Widmer. Diogenes, Zürich 2008, ISBN 978-3-257-23737-5.
- Manon Lescaut. Übersetzt von Jörg Trobitius. Nachwort von Kristina Maidt-Zinke. Manesse, München 2013, ISBN 978-3-7175-2298-0.

## Adaptionen
Adaptionen in der darstellenden Kunst (Auswahl in chronologischer Reihenfolge):

### Kompositionen
- 1856: Daniel-François-Esprit Auber: Manon Lescaut
- 1884: Jules Massenet: Manon
- 1893: Giacomo Puccini: Manon Lescaut
- 1951: Hans Werner Henze: Boulevard Solitude

### Choreografien
- 1830: Manon Lescaut. Uraufführung Opéra National de Paris, Choreografie von Jean-Pierre Aumer zur Musik von Jacques-Fromental Halévy
- 1973/1974: Manon. Uraufführung Royal Opera House in London, Choreografie von Kenneth MacMillan (Ballettdirektor beim Londoner Royal Ballet von 1970 bis 1986) zur Musik von Jules Massenet[30][31], weitere Aufführungen in:
  - 1991 und 2015: Opéra National de Paris
  - 2014/2015: Teatro alla Scala in Mailand
  - 2015: Opernhaus Oslo
  - 2015: Staatsoper Budapest
  - 2015: Semperoper in Dresden mit den Solisten Melissa Hamilton vom Royal Ballet und Jiří Bubeníček von der Semperoper, Dirigent Paul Connelly[32]
- 2007: Manon Lescaut. Uraufführung Theater Dortmund, Choreografie von Wang Xinpeng zusammen mit Christian Baier zur Musik von Giacomo Puccini

### Verfilmungen
- 1909: Manon Lescaut. Regie Giovanni Pastrone, Italien
- 1914: Manon Lescaut. Regie Herbert Hall Winslow, USA
- 1918: Manon Lescaut. Regie Mario Gargiulo, Italien
- 1919: Manon. Das hohe Lied der Liebe. Regie Friedrich Zelnik, Deutschland
- 1926: Manon Lescaut. Regie Arthur Robison, Deutschland
- 1927: Das Galeerenschiff. Regie Alan Crosland, USA
- 1940: Manon Lescaut. Regie Carmine Gallone, Italien
- 1949: Manon. Regie Henri-Georges Clouzot, Frankreich
- 1954: Gli amori di Manon Lescaut. Mario Costa, Italien/Frankreich
- 1968: Hemmungslose Manon. Regie Jean Aurel, Italien/Frankreich/Deutschland
- 1986: Manón. Regie Román Chalbaud, Venezuela
- 2013: Manon Lescaut. Regie Gabriel Aghion, Frankreich

### Hörspiel
- 1958: Der Westdeutsche Rundfunk Köln hat im Rahmen der Reihe Liebesgeschichten der Weltliteratur ein Hörspiel des Autors Walther Franke-Ruta unter dem Titel Manon Lescaut produziert. Unter der Regie von Wilhelm Semmelroth sprachen Alfred Schieske (Abbé Prévost), Walter Pfeil (Chevalier Des Grieux), Nicole Heesters (Manon Lescaut), Kaspar Brüninghaus (Vater des Grieux) und Wolfgang Forester (Bruder Lescaut). Die Erstsendung fand am 21. Mai 1958 statt. Die Abspieldauer beträgt 61'00 Minuten.[33]